# توني غارن
أنتونيا «توني» غارن (ولدت في 7 يوليو 1992) عارضة أزياء ألمانية، برزت في مجال صناعة الأزياء بعد توقيعها عقد حصري مع كالفن كلاين في عام 2008، وظهورها على مدرج عرض فيكتوريا سيكريت من سنة2011 إلى غاية سنة 2013 . 

## نشأتها
وُلدت توني غارن باسم أنطونيا غارن في هامبورغ، ألمانيا، كان والدها يعمل في مجال مصافي النفط أما والدتها فهي سيدة أعمال. نشأت مع شقيقها الأكبر نيكلاس، الذي يعمل أيضًا عارضًا للأزياء. انتقلت مع عائلتها إلى لندن في سن مبكرة، وعندما كانت في الثانية من عمرها، ومنها إلى أثينا عندما كانت في السادسة من عمرها، حيث درست في مدرسة كامبيون. وعندما بلغت العاشرة، عادت العائلة إلى هامبورغ. تتقن توني العزف على البيانو الكلاسيكي، حيث بدأت دروسها في العزف منذ سن السادسة.
في سن الثالثة عشرة، تم اكتشاف توني غارن خلال كأس العالم لكرة القدم لعام 2006 في هامبورغ، مسقط رأسها، ومن ثم وقعت عقدًا مع وكالة "مون مانجمنت" في نيويورك.
تتحدث غارن الإنجليزية بطلاقة نتيجة نشأتها في إنجلترا، بالإضافة إلى اللغة الألمانية التي تعود إلى جذورها، كما تجيد اللغة الفرنسية.

## روابط خارجية
- توني غارن على موقع IMDb (الإنجليزية)
- توني غارن على موقع قاعدة بيانات الفيلم (الإنجليزية)
- توني غارن على موقع دليل عارضات الأزياء (الإنجليزية)
- قالب:NYmag model
- توني غارن في موديلز.كوم